# Tatuus F3 T-318
Tatuus F3 T-318 —  гоночный автомобиль с открытыми колёсами используемый в чемпионатах классификации Формулы-3: женском чемпионате Серии W, Региональный европейский чемпионат Формулы и Азиатском чемпионате Формулы-3. Шасси болида было разработано и построено итальянским производителем шасси Tatuus для участия в Азиатском чемпионате Формулы-3 сезона 2018 года, начиная с 2019 года так же используется для сборки в Серии W и Региональном Европейском Формульном чемпионате. В зависимости от сезона и гоночной серии болид оснащен двигателем Autotecnica Motori, Alfa Romeo, Renault, Alpine  и Toyota.

## Статистика

### Серия W
- Сезоны: 2019, 2020
- Всего гонок: 6 + (1 вне зачёта)
- Чемпионы: Джейми Чедвик сезон 2019 года
- Больше всего побед: 2 — Джейми Чедвик (сезон 2019)
- Больше всего подиумов: 5 — Джейми Чедвик (сезон 2019)
- Больше всего поул-позиций: 3 — Джейми Чедвик (сезон 2019)
- Больше всего быстрых кругов: 3 — Эмма Кимилайнен[англ.] (сезон 2019)